# Honey Grove
Honey Grove è un centro abitato degli Stati Uniti d'America, situato nella contea di Fannin dello Stato del Texas.
La popolazione era di 1.668 persone al censimento del 2010.

## Geografia fisica
It è situata a 33°35′10″N 95°54′26″W (33.586011, -95.907294), circa 16 miglia (26 km) a est di Bonham, 39 miglia (63 km) a nord di Greenville, 42 miglia (68 km) a est di Sherman, e 90 miglia (140 km) a nord-est del Central Business District di Dallas.
Secondo lo United States Census Bureau, ha un'area totale di 2,7 miglia quadrate (7,0 km²), di cui 2,6 miglia quadrate (6,7 km²) di terreno e 0,04 miglia quadrate (0,10 km², 1.49%) d'acqua.

## Società

### Evoluzione demografica
Secondo il censimento del 2000, c'erano 1.746 persone, 693 nuclei familiari e 451 famiglie residenti nella città. La densità di popolazione era di 661,5 persone per miglio quadrato (255,4/km²). C'erano 814 unità abitative a una densità media di 308,4 per miglio quadrato (119,0/km²). La composizione etnica della città era formata dal 78,87% di bianchi, il 16,32% di afroamericani, lo 0,40% di nativi americani, lo 0,34% di asiatici, lo 0,06% di isolani del Pacifico, il 2,58% di altre razze, e l'1,43% di due o più etnie. Ispanici o latinos di qualunque razza erano il 5,90% della popolazione.
C'erano 693 nuclei familiari di cui il 29,7% aveva figli di età inferiore ai 18 anni, il 48,8% erano coppie sposate conviventi, il 13,6% aveva un capofamiglia femmina senza marito, e il 34,8% erano non-famiglie. Il 32,3% di tutti i nuclei familiari erano individuali e il 19,8% aveva componenti con un'età di 65 anni o più che vivevano da soli. Il numero di componenti medio di un nucleo familiare era di 2,39 e quello di una famiglia era di 3,04.
La popolazione era composta dal 25,3% di persone sotto i 18 anni, il 7,4% di persone dai 18 ai 24 anni, il 24,6% di persone dai 25 ai 44 anni, il 19,7% di persone dai 45 ai 64 anni, e il 23,0% di persone di 65 anni o più. L'età media era di 39 anni. Per ogni 100 femmine c'erano 85,2 maschi. Per ogni 100 femmine dai 18 anni in giù, c'erano 78,5 maschi.
Il reddito medio di un nucleo familiare era di 28.859 dollari, e quello di una famiglia era di 37.266 dollari. I maschi avevano un reddito medio di 27.560 dollari contro i 22.050 dollari delle femmine. Il reddito pro capite era di 14.701 dollari. Circa il 12,4% delle famiglie e il 16,2% della popolazione erano sotto la soglia di povertà, incluso il 21,3% di persone sotto i 18 anni e il 16,7% di persone di 65 anni o più.